# Papstwappen

Wappen des amtierenden Papstes Leo XIV.

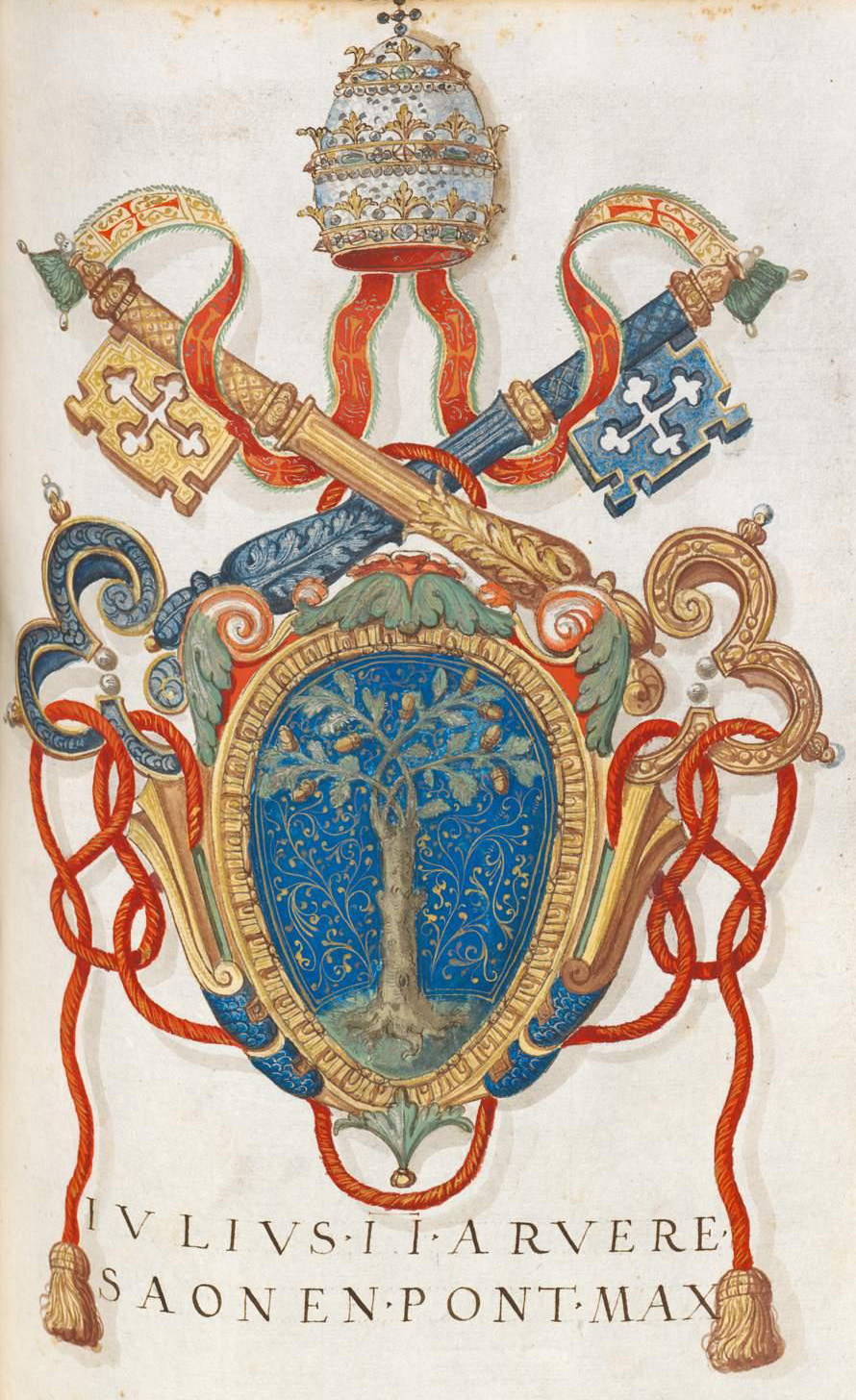
Wappen von Julius II. (1503–1513) in einem Wappenbuch aus der Mitte des 16. Jahrhunderts (München, BSB, Cod.icon. 279, fol. 81r)

Das Papstwappen ist das persönliche Wappen eines Papstes, das auch dessen Pontifikat symbolisiert. Im Spätmittelalter und in der Frühen Neuzeit führten Päpste dabei in der Regel das Wappen ihrer Familie; in der jüngeren Vergangenheit haben die Päpste regelmäßig kein Familienwappen, sondern führen dasjenige Wappen, das sie sich als Bischof zugelegt haben, in gleicher oder veränderter Form weiter. Die kirchliche Heraldik spricht dem Papst den exklusiven Gebrauch bestimmter Insignien zu, insbesondere der Tiara über und der päpstlichen Schlüssel hinter dem Wappenschild. 
Vom persönlichen Wappen einzelner Päpste zu unterscheiden sind das Staatswappen der Vatikanstadt und das Wappen des Heiligen Stuhls.

## Geschichte
Der erste Papst, der nachweislich ein persönliches Wappen führt, war Bonifatius VIII. (1294–1303). Im ausgehenden Mittelalter und der Frühen Neuzeit wurden auch Päpsten aus vorheraldischer Zeit nachträglich Wappen zugeschrieben, sogenannte Fabelwappen ohne historische Grundlage.

## Verwendung
Das Papstwappen dient insbesondere zur Kennzeichnung päpstlichen Besitzes, päpstlicher Herrschaft und päpstlicher Urheberschaft. Im Vatikan und seinen exterritorialen Liegenschaften prangt es in großer Zahl an Kirchen, Gebäuden, Mauern, Torbögen, Brunnen, Brücken, aber auch an Laternen, Sitzbänken, am Supermarkt Anona oder in Blumenbeeten der vatikanischen Gärten. Außerhalb des Vatikans findet es sich an etlichen Gebäuden Roms sowie anderer Städte des ehemaligen Kirchenstaats, des Weiteren weltweit etwa an päpstlichen Universitäten oder den rund 1.900 Basilicae minores. Die Ausführungen reichen von den Travertin-Reliefs und Marmorfußböden früherer Jahrhunderte über gemalte Tafeln bis hin zu gärtnerisch angelegten Varianten. Am häufigsten ist im Vatikan das Wappen von Pius XI. vertreten. Ebenfalls anzutreffen ist das Wappen auf wichtigen Schriftstücken wie Dekreten oder Enzykliken, aber auch im Briefkopf gewöhnlicher päpstlicher Schreiben. Auch auf im Vatikan verkauften Souvenirs wie Parfüm oder Badesalz wird es angebracht.
Neben dem Papst ist nur eine einzige weitere Person zur Verwendung des päpstliche Wappens berechtigt: Der Präfekt des Päpstlichen Hauses darf den Schild als Teilmotiv in sein eigenes Wappen integrieren. So zeigte das Erzbischofswappen Georg Gänsweins bis 2013 das Wappen von Papst Benedikt XVI., danach bis 2023 das Wappen von Papst Franziskus.

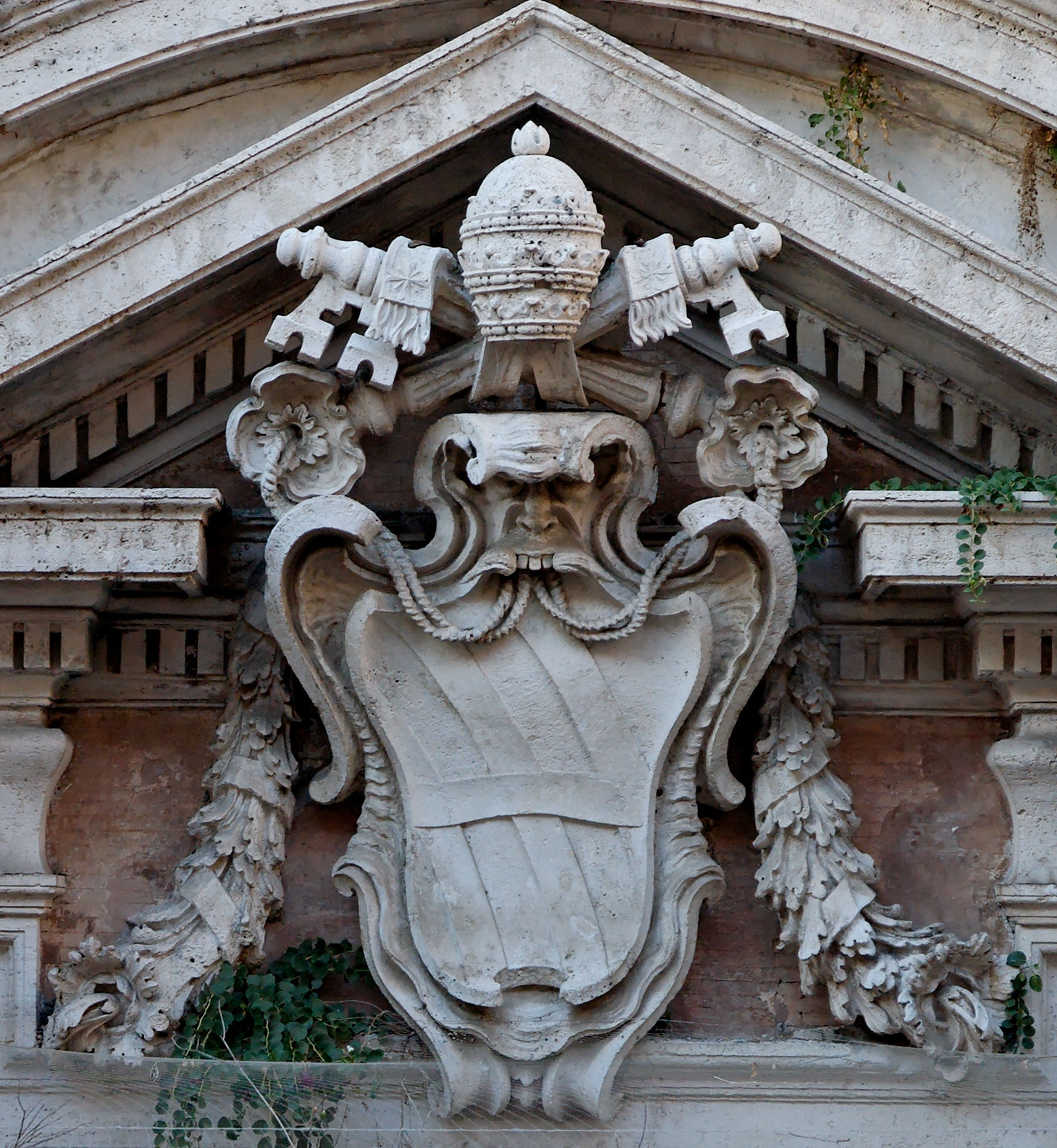
Wappen von Clemens XII. an den Kapitolinischen Museen
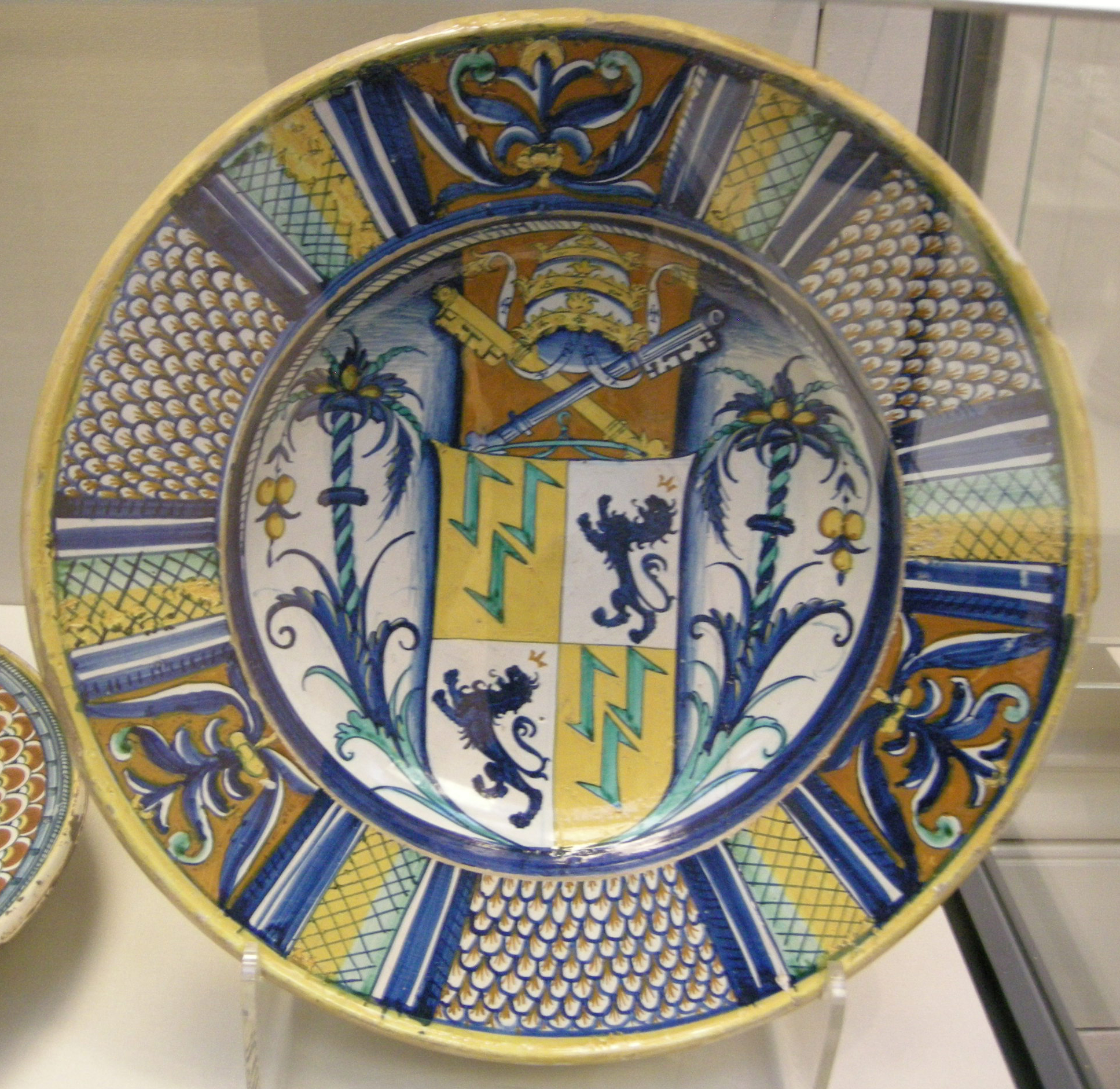
Wappen von Hadrian VI. auf einem Majolika-Teller
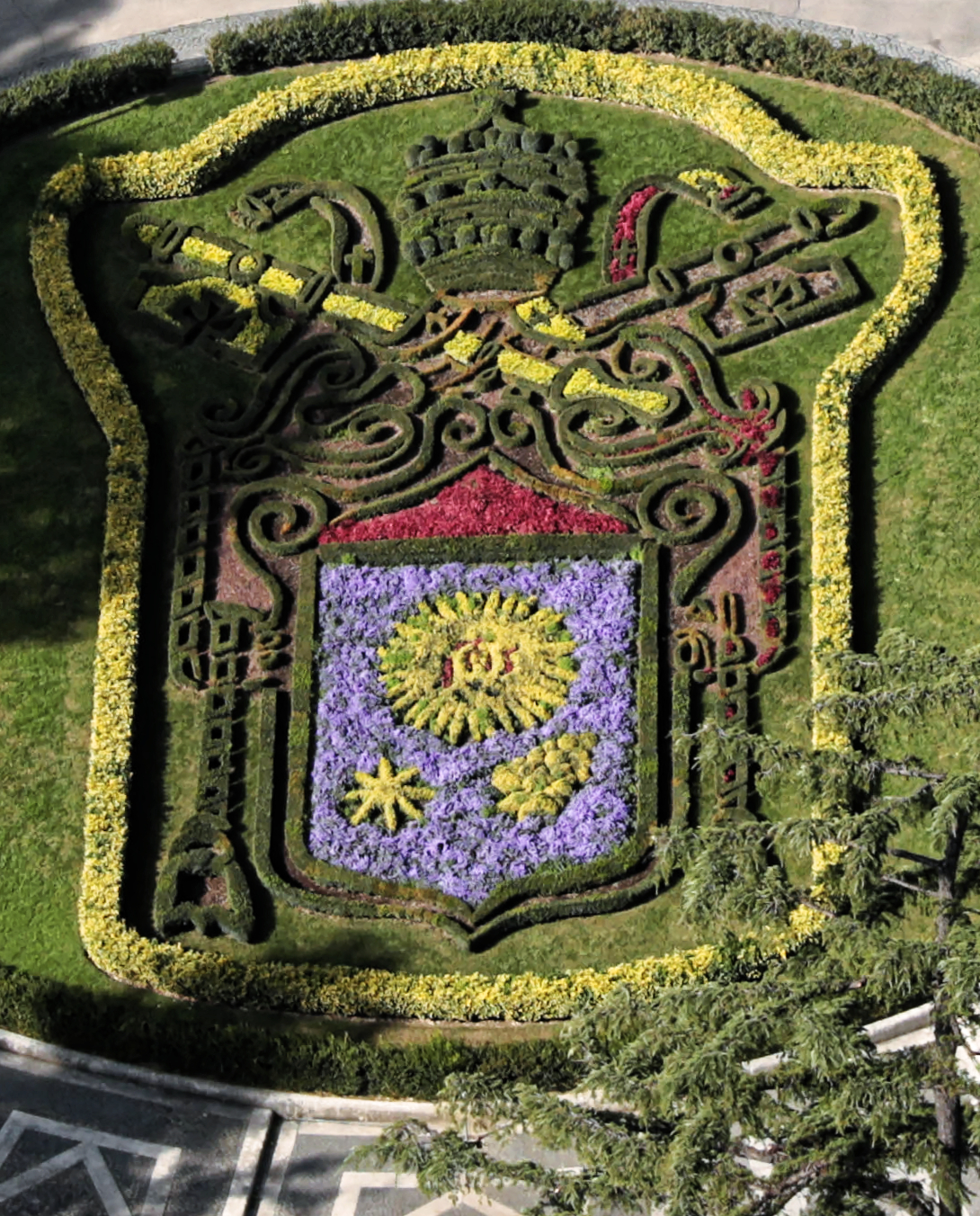
Wappen von Franziskus in den vatikanischen Gärten
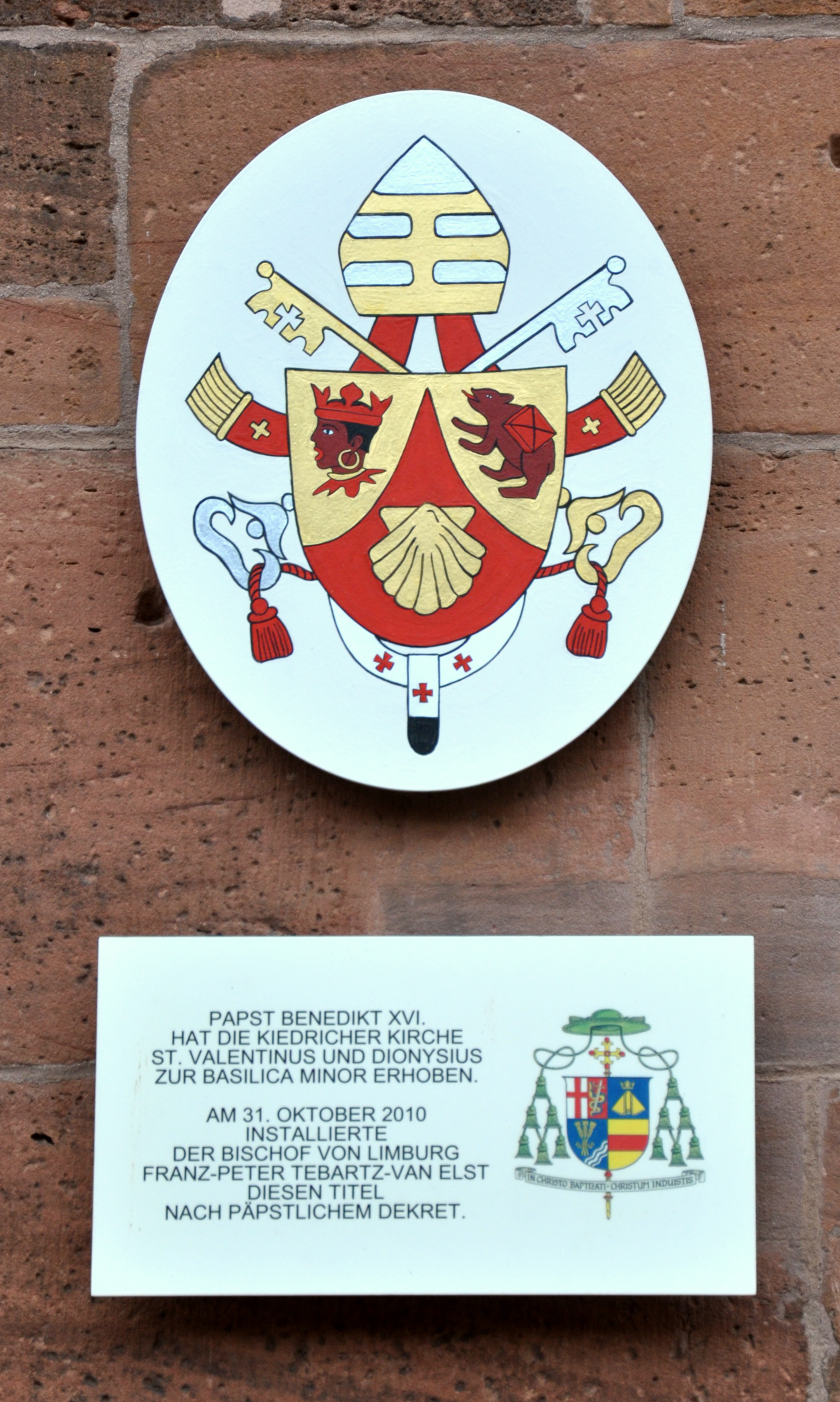
Wappen von Benedikt XVI. an einer Basilica minor
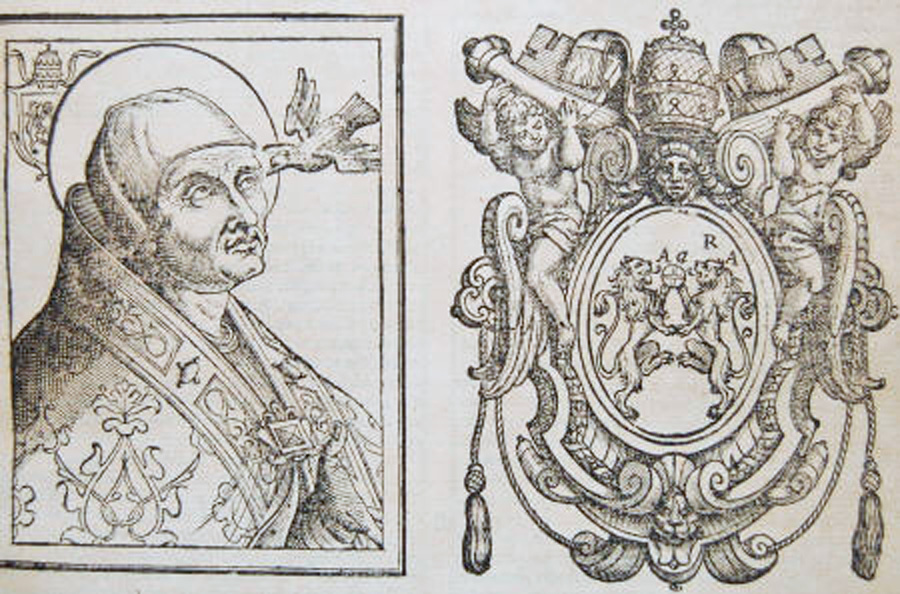
Fabelwappen von Gregor dem Großen (590–604) in einem Buch

## Heraldische Gestaltung

### Wappenbild
Die gemeinen Figuren im Schild legt der Papst zu Beginn des Pontifikats fest. Häufig greifen sie solche aus dem zuvor geführten Bischofs- bzw. Kardinalswappen des Pontifex auf, mitunter werden aber auch neue Elemente hinzugefügt. Verbreitet sind Bezugnahmen auf:
- Die Herkunft des Papstes: Die adeligen Renaissancepäpste aus den Familien Medici, Borgia, Farnese, Piccolomini, Rovere, Barberini etc. verwendeten im Schild des Papstwappens einfach ihr Familienwappen –  meist ausschließlich, mitunter (wie im Fall von Alexander VI.) mit einem weiteren Symbol. Pius XII. spielte mit der Friedenstaube im Wappen nach verbreiteter Ansicht auf seinen bürgerlichen Familiennamen „Pacelli“ (pax coeli „Himmelsfrieden“) an, Paul VI. mit der Figur des Sechsbergs auf seinen Familiennamen „Montini“.

Johannes Paul I.

Johannes Paul II.

- Die vormalige Diözese des Papstes: So führten etwa Johannes XXIII. und Johannes Paul I., die zuvor Patriarch von Venedig waren, den Markuslöwen im Wappen, Benedikt XVI. den Freisinger Mohr und den Korbiniansbären.
- Den Orden, dem der Papst zuvor angehört hatte. Das Wappen von Franziskus enthält das IHS-Monogramm der Jesuiten, das von Leo XIV. ein von einem Pfeil durchbohrtes Herz, das als Emblem des Augustinerordens gilt.[3]

Benedikt XVI.

Franziskus

- Theologische Bekenntnisse, Ideale, politische Ziele wie Frieden (Taube bei Innozenz X. und Pius XII., PAX-Schriftzug bei Pius VII.), Glaube (Kreuz bei Pius VII. und Johannes Paul II., Kelch bei Gregor XVI.), Hoffnung (Anker bei Pius X.). Die Lilie steht meist als Symbol für die Jungfräulichkeit Mariens, soll bei einigen Päpsten aber auch deren Bezug zu Frankreich betonen. Häufig anzutreffen ist auch der Drei- oder Sechsberg, der auf Petrus, den Fels, als Fundament der Kirche verweist (Mt 16,18). Für den ebenfalls stark verbreiteten Stern gibt es verschiedene Deutungen (Stern von Bethlehem, Maria als „Meerstern“ etc.). Johannes Paul I. brachte durch Kombination von Elementen aus den Wappen von Johannes XXIII. (Markuslöwe) und Paul VI. (Sechsberg) seine Wertschätzung für seine beiden Vorgänger zum Ausdruck, deren Namen er auch in seinem Papstnamen kombinierte. Johannes Paul II. unterstrich mit dem schlichten Buchstaben „M“ im Wappen seine Verehrung für die Gottesmutter Maria, Benedikt XVI. mit der Muschel seine Bewunderung für den Theologen Augustinus.

### Hut
Traditioneller Hut des Papstwappens ist die Tiara. Ursprünglich wies sie nur einen Reif auf, seit Bonifatius VIII. (1294–1303) sind es zwei und seit Johannes XXII. (1316–1334) drei. Benedikt XVI. (2005–2013) ersetzte erstmals die Tiara durch eine Mitra. Allerdings verzichtete er nie vollständig auf die traditionelle Darstellung mit der Tiara. Sein mit einer Tiara bekröntes Wappen wurde erstmals im Oktober 2010 beim sonntäglichen Angelusgebet gesehen. Auch die Standarte der Schweizergarde zeigte stets Benedikts Wappen mit der Tiara. Seit Johannes Paul II. verschwinden die Infuln der Tiara bzw. Mitra nicht mehr weitgehend hinter dem Wappenschild, sondern ragen seitlich augenfällig hervor.

### Schlüssel
Ein weiteres durchgängig verwendetes Prachtstück der Papstwappen sind die Schlüssel Petri. Anders als beim Staatswappen der Vatikanstadt, zeigt der goldene Schlüssel (heraldisch) nach rechts. Wie im Wappen der Vatikanstadt, jedoch anders als in dem des Heiligen Stuhls, sind die quastenbesetzten Enden der roten Kordel (scheinbar) um den (verdeckten) Kreuzungspunkt der Schlüssel geschlungen und in weiterer Folge durch die Reiden geführt, von wo aus sie lose herunterhängen.

### Pallium
Benedikt XVI. fügte dem Wappen erstmals ein Pallium hinzu, das gewöhnlich Metropoliten verliehen wird um deren Teilhabe an der päpstlichen Hirtengewalt zu verdeutlichen. Da der Papst kraft seines Amtes immer auch Metropolit der Kirchenprovinz Rom ist, ergibt dies Sinn. Benedikts Nachfolger Franziskus (2013–2025) und Leo XIV. (amtierend) verzichteten wieder auf das Pallium.

### Wahlspruch
Franziskus (2013–2025) und Leo XIV. (seit 2025) brachten erstmals unter ihren Papstwappen ihren Wahlspruch an, so bei Franziskus Miserando atque eligendo (lateinisch für indem er [Christus] sich erbarmte und auswählte).